# Camille Jouffray
Camille Jouffray, né le 22 février 1841 à Vienne (Isère) et mort le 3 mai 1924 à Saint-Prim (Isère), est un homme politique français.

## Biographie
Joseph (dit Camille) Jouffray est né à Vienne le 22 février 1841.
Ingénieur civil, il est  capitaine-major de la 5e légion mobilisée de l'Isère durant la guerre de 1870 avant d'émigrer au Canada où il s'installe à Montréal comme pharmacien-chimiste.
De retour, à la demande pressante de sa mère, dans sa ville natale en 1882, il est élu conseiller municipal en 1884 puis conseiller général et maire de Vienne en 1886. Député non-inscrit en 1889, il vote généralement avec les Républicains avancés. Réélu difficilement en 1893, il est battu au renouvellement de 1898. Il se présente en juin 1901 à l'élection sénatoriale partielle de l'Isère organisée à la suite du décès du titulaire Edouard Rey. Il est élu dès le premier tour. Il décède en 1924 dans le village de Saint-Prim, près de Vienne.

## Sources
- « Camille Jouffray », dans le Dictionnaire des parlementaires français (1889-1940), sous la direction de Jean Jolly, PUF, 1960 [détail de l’édition]
- Pierre Barral, Le département de l'Isère sous la Troisième République 1870-1940, Librairie Armand Colin, 1962
- Alfred Salinas, L'Etat clientéliste : essai, Paris, La Bruyère, 2000, 366 p. (ISBN 978-2-840-14623-0 et 978-2-840-14623-0, OCLC 468190352), p. 164-172
- Les dictionnaires départementaux: Isère, Librairie Flammarion, 1906, p. 556

## Détail des fonctions et des mandats
Mandats locaux
- 1884 - 1886 : Conseiller municipal de Vienne
- 1886 - 1899 : Maire de Vienne
- 1884 - 1892 : Conseiller général

Mandats parlementaires
- 22 septembre 1889 - 14 octobre 1893 : Député radical de l'Isère
- 20 août 1893 - 31 mai 1898 : Député radical de l'Isère
- 9 juin 1901 - 7 janvier 1906 : Sénateur radical de l'Isère
- 7 janvier 1906 - 10 janvier 1920 : Sénateur radical de l'Isère